# Gosfordia truncata
La gosfordia (Gosfordia truncata) è un pesce osseo estinto, appartenente ai dipnoi. Visse nel Triassico inferiore (circa 250 – 247 milioni di anni fa) e i suoi resti fossili sono stati ritrovati in Australia.

## Descrizione
Questo pesce era dotato di un corpo molto alto e profondo, soprattutto in relazione a quello degli altri dipnoi. Gosfordia è noto soprattutto per un esemplare ben conservato e completo, lungo circa 50 centimetri. La forma del corpo era molto diversa da quella dell'attuale dipnoo australiano Neoceratodus, pur mantenendone in linea generale l'organizzazione corporea: l'altezza di Gosfordia era di circa 14-15 centimetri, un valore molto elevato rispetto alla lunghezza dell'animale.  
Le scaglie dovevano essere molto piccole e dotate di striature longitudinali. Come in tutti i dipnoi post-paleozoici, anche in Gosfordia le pinne caudale, anale e dorsale erano fuse in un'unica struttura nastriforme che decorreva da circa metà del dorso fino a raggiungere la base delle pinne pelviche. Al contrario degli altri dipnoi, la coda di Gosfordia era estremamente alta e non terminava in una struttura appuntita, bensì in una struttura piatta ad angolo ottuso.  
Anche le pinne pari erano estremamente specializzate: le pinne pettorali erano estremamente allungate (16-18 centimetri) e strette, di forma lanceolata e terminanti in una struttura a punta. Per forma e struttura, le pinne di Gosfordia richiamano più quelle dei dipnoi africani attuali (gen. Protopterus) che quelle di Neoceratodus. Anche le pinne pelviche avevano questa forma particolare, ma erano più corte (circa 8 centimetri). 

## Classificazione
Gosfordia truncata venne descritto per la prima volta da Arthur Smith Woodward nel 1890, sulla base di resti fossili incompleti ritrovati nei pressi di Gosford (Nuova Galles del Sud, Australia) e risalenti all'inizio del Triassico. Nel 1981 venne descritto un esemplare completo che permise una maggiore comprensione di questo genere di dipnoo.  
Gosfordia è considerato un membro eccezionalmente specializzato dei ceratodontidi, un gruppo di dipnoi molto diffusi nel corso dell'era Mesozoica e attualmente rappresentati dal solo Neoceratodus australiano. 